# Hans im Glück (catena di ristoranti)
La Hans im Glück Franchise GmbH, nota semplicemente come Hans im Glück, è una catena di ristoranti di fast food di origine tedesca. La sede è a Monaco di Baviera e la società gestisce le proprie filiali direttamente o indirettamente tramite franchising. Al 2020 le sedi sono più di 80 in Europa (la maggior parte in Germania, due in Svizzera e una in Austria) e 4 a Singapore.